# 渡邉誠吾
渡邉 誠吾（わたなべ せいご、1955年 - ）は、日本の実業家。元大宮アルディージャ社長。

## 人物
1974年、埼玉県立熊谷高等学校卒業。1978年、千葉大学人文学部法経学科卒業。同年、電電公社に入社する。NTT-ME千葉代表取締役社長、NTT東日本-千葉副社長などを歴任。50歳になったとき心に空虚な気持ちがよぎり、地元である埼玉県にまだ何も恩返しできていないのではないかと考えサッカーが好きなことなども熟考して移動希望提出の際に希望欄にNTTスポーツコミュニティという会社名を記入した。希望が叶い、2007年、NTTスポーツコミュニティ(大宮アルディージャ)社長に就任。2010年、特定の人だけで公式入場者数を決定していたがその人達が入場者数の人数水増しを行っていた。それが原因となり、直接関与していたわけではないが責任をとり辞任した。謝罪会見後の引責辞任を決めた試合前、いつものようにスタジアムの入場口前でサポーターを出迎えた。迷惑をかけたサポーターたちからの罵声を覚悟していたが、皆が駆け寄ってきてくれて「今までありがとう」「また戻ってこいよ」と握手を求めてくれた。その事に感謝の気持ちで涙が止まらなかった。2011年、株式会社アイ・エス・エス代表取締役社長に就任。その他、さいたま市公園緑地協会理事長も務める。